# Kreisgericht Jüterbog (Preußen)
Das Kreisgericht Jüterbog war ein preußisches Kreisgericht in der damaligen preußischen Provinz Brandenburg mit Sitz in Jüterbog.

## Geschichte
Im Sprengel des Kreisgerichtes Jüterbog bestanden bis 1849 das
- Königliche Land- und Stadtgericht Jüterbog in Jüterbog
- Königliche Land- und Stadtgericht Luckenwalde in Luckenwalde
- Königliche Land- und Stadtgericht Dahme in Dahme
- Königliche Stadtgericht Treuenbrietzen in Treuenbrietzen
- Königliche Land- und Stadtgericht Beelitz in Beelitz
- Königliche Land- und Stadtgericht Zossen in Zossen

Daneben bestanden viele Patrimonialgerichte, unter denen das von Solmsches Justizamt das größte war.
Im Jahre 1849 wurden in Preußen einheitlich Kreisgerichte geschaffen. Hierbei wurde die Patrimonialgerichtsbarkeit abgeschafft und die Patrimonialgerichte aufgehoben. Auch die eingangs genannten Gerichte wurde aufgehoben und es entstand das Königliche Kreisgericht Jüterbog. Es umfasste Teile der Landkreise Jüterbog-Luckenwalde und Zauch-Belzig. Zuständiges Appellationsgericht blieb das Kammergericht.
Gerichtskommissionen, also Zweigstellen des Gerichtes, wurden in Baruth, Dahme, Luckenwalde und Treuenbrietzen eingerichtet.
Schwurgerichtssachen des Kreisgerichtes wurden beim Kreisgericht Potsdam verhandelt. Am Gericht waren 1870 ein Direktor und neun Kreisrichter eingesetzt. Die Zahl der Gerichtseingesessenen betrug 67.400.
Im Rahmen der Reichsjustizgesetze wurde das Gerichtswesen in Deutschland 1879 vereinheitlicht. Damit wurden das Kreisgericht Jüterbog aufgehoben und das königlich preußische Amtsgericht Jüterbog mit Wirkung zum 1. Oktober 1879 als eines von elf Amtsgerichten im Bezirk des Landgerichtes Potsdam als Nachfolger gebildet. Auch die Gerichtskommissionen wurden 1879 in Amtsgerichte umgewandelt (Amtsgericht Baruth, Amtsgericht Dahme, Amtsgericht Luckenwalde und Amtsgericht Treuenbrietzen).

## Gerichtssprengel
Dem Kreisgericht Jüterbog waren folgende Gemeinden zugeordnet:
| Ort                  | Landkreis                      | früheres Gericht                   |
| -------------------- | ------------------------------ | ---------------------------------- |
| Stadt Jüterbog       | Landkreis Jüterbog-Luckenwalde | Land- und Stadtgericht Jüterbog    |
| Zinna                | Landkreis Jüterbog-Luckenwalde | Land- und Stadtgericht Jüterbog    |
| Charlottenfelde      | Landkreis Jüterbog-Luckenwalde | Patrimonialgericht                 |
| Holbeck              | Landkreis Jüterbog-Luckenwalde | Patrimonialgericht                 |
| Ließen               | Landkreis Jüterbog-Luckenwalde | Patrimonialgericht                 |
| Riesdorf             | Landkreis Jüterbog-Luckenwalde | Patrimonialgericht                 |
| Schmielickendorf     | Landkreis Jüterbog-Luckenwalde | Patrimonialgericht                 |
| Stülpe               | Landkreis Jüterbog-Luckenwalde | Patrimonialgericht                 |
| Wahlsdorf            | Landkreis Jüterbog-Luckenwalde | Patrimonialgericht                 |
| Bärwalde             | Landkreis Jüterbog-Luckenwalde | Patrimonialgericht                 |
| Cossin               | Landkreis Jüterbog-Luckenwalde | Patrimonialgericht                 |
| Herbersdorf          | Landkreis Jüterbog-Luckenwalde | Patrimonialgericht                 |
| Meinsdorf            | Landkreis Jüterbog-Luckenwalde | Patrimonialgericht                 |
| Rinow                | Landkreis Jüterbog-Luckenwalde | Patrimonialgericht                 |
| Weißen               | Landkreis Jüterbog-Luckenwalde | Patrimonialgericht                 |
| Wiepersdorf          | Landkreis Jüterbog-Luckenwalde | Patrimonialgericht                 |
| Felgentreu           | Landkreis Jüterbog-Luckenwalde | Land- und Stadtgericht Luckenwalde |
| Grüna                | Landkreis Jüterbog-Luckenwalde | Land- und Stadtgericht Luckenwalde |
| Mehlsdorff           | Landkreis Jüterbog-Luckenwalde | Land- und Stadtgericht Luckenwalde |
| Neuhof               | Landkreis Jüterbog-Luckenwalde | Land- und Stadtgericht Luckenwalde |
| Schlenzer            | Landkreis Jüterbog-Luckenwalde | Land- und Stadtgericht Luckenwalde |
| Sernow               | Landkreis Jüterbog-Luckenwalde | Land- und Stadtgericht Luckenwalde |
| Werder               | Landkreis Jüterbog-Luckenwalde | Land- und Stadtgericht Luckenwalde |
| Wölmsdorf            | Landkreis Jüterbog-Luckenwalde | Land- und Stadtgericht Luckenwalde |
| Dorf und Amt Zinna   | Landkreis Jüterbog-Luckenwalde | Land- und Stadtgericht Luckenwalde |
| Hohenahlsdorf        | Landkreis Jüterbog-Luckenwalde | Patrimonialgericht                 |
| Fröhden              | Landkreis Jüterbog-Luckenwalde | Patrimonialgericht                 |
| Gräfendorf           | Landkreis Jüterbog-Luckenwalde | Patrimonialgericht                 |
| Markendorf           | Landkreis Jüterbog-Luckenwalde | Patrimonialgericht                 |
| Malterhausen         | Landkreis Jüterbog-Luckenwalde | Patrimonialgericht                 |
| Nonnendorf           | Landkreis Jüterbog-Luckenwalde | Patrimonialgericht                 |
| Welsickendorf        | Landkreis Jüterbog-Luckenwalde | Patrimonialgericht                 |
| Heinsdorf            | Landkreis Jüterbog-Luckenwalde | Patrimonialgericht                 |
| Niebendorf           | Landkreis Jüterbog-Luckenwalde | Patrimonialgericht                 |
| Waltersdorf          | Landkreis Jüterbog-Luckenwalde | Patrimonialgericht                 |
| Buckow               | Landkreis Jüterbog-Luckenwalde | Land- und Stadtgericht Dahme       |
| Hohenseefeld         | Landkreis Jüterbog-Luckenwalde | Land- und Stadtgericht Dahme       |
| Niederseefeld        | Landkreis Jüterbog-Luckenwalde | Land- und Stadtgericht Dahme       |
| Bochow               | Landkreis Jüterbog-Luckenwalde | Land- und Stadtgericht Jüterbog    |
| Borgisdorf           | Landkreis Jüterbog-Luckenwalde | Land- und Stadtgericht Jüterbog    |
| Damm                 | Landkreis Jüterbog-Luckenwalde | Land- und Stadtgericht Jüterbog    |
| Dalichow             | Landkreis Jüterbog-Luckenwalde | Land- und Stadtgericht Jüterbog    |
| Dennewitz            | Landkreis Jüterbog-Luckenwalde | Land- und Stadtgericht Jüterbog    |
| Hohengörsdorf        | Landkreis Jüterbog-Luckenwalde | Land- und Stadtgericht Jüterbog    |
| Höfgen               | Landkreis Jüterbog-Luckenwalde | Land- und Stadtgericht Jüterbog    |
| Kappan               | Landkreis Jüterbog-Luckenwalde | Land- und Stadtgericht Jüterbog    |
| Kaltenborn           | Landkreis Jüterbog-Luckenwalde | Land- und Stadtgericht Jüterbog    |
| Körbitz              | Landkreis Jüterbog-Luckenwalde | Land- und Stadtgericht Jüterbog    |
| Langenlipsdorf       | Landkreis Jüterbog-Luckenwalde | Land- und Stadtgericht Jüterbog    |
| Lindow               | Landkreis Jüterbog-Luckenwalde | Land- und Stadtgericht Jüterbog    |
| Lichterfelde         | Landkreis Jüterbog-Luckenwalde | Land- und Stadtgericht Jüterbog    |
| Neumarkt             | Landkreis Jüterbog-Luckenwalde | Land- und Stadtgericht Jüterbog    |
| Niedergörsdorf       | Landkreis Jüterbog-Luckenwalde | Land- und Stadtgericht Jüterbog    |
| Reinsdorf            | Landkreis Jüterbog-Luckenwalde | Land- und Stadtgericht Jüterbog    |
| Rohrbeck             | Landkreis Jüterbog-Luckenwalde | Land- und Stadtgericht Jüterbog    |
| Werbig               | Landkreis Jüterbog-Luckenwalde | Land- und Stadtgericht Jüterbog    |
| Vorwerk Kaltenhausen | Landkreis Jüterbog-Luckenwalde | Patrimonialgericht                 |

## Gerichtsdeputation Baruth
Der Gerichtsdeputation Baruth waren folgende Gemeinden zugeordnet:
| Ort                 | Landkreis                      | früheres Gericht                       |
| ------------------- | ------------------------------ | -------------------------------------- |
| Baruth              | Landkreis Jüterbog-Luckenwalde | von Solmsches Justizamt (Solms-Baruth) |
| Schloss Baruth      | Landkreis Jüterbog-Luckenwalde | von Solmsches Justizamt                |
| Clasdorf            | Landkreis Jüterbog-Luckenwalde | von Solmsches Justizamt                |
| Glashütte           | Landkreis Jüterbog-Luckenwalde | von Solmsches Justizamt                |
| Dornswalde          | Landkreis Jüterbog-Luckenwalde | von Solmsches Justizamt                |
| Friedrichshof       | Landkreis Jüterbog-Luckenwalde | von Solmsches Justizamt                |
| Kemlitz             | Landkreis Jüterbog-Luckenwalde | von Solmsches Justizamt                |
| Lynow               | Landkreis Jüterbog-Luckenwalde | von Solmsches Justizamt                |
| Merzdorf            | Landkreis Jüterbog-Luckenwalde | von Solmsches Justizamt                |
| Mückendorf          | Landkreis Jüterbog-Luckenwalde | von Solmsches Justizamt                |
| Neuhof mit Schmelze | Landkreis Jüterbog-Luckenwalde | von Solmsches Justizamt                |
| Paplitz             | Landkreis Jüterbog-Luckenwalde | von Solmsches Justizamt                |
| Radeland            | Landkreis Jüterbog-Luckenwalde | von Solmsches Justizamt                |
| Schöbendorf         | Landkreis Jüterbog-Luckenwalde | von Solmsches Justizamt                |
| Schönefeld          | Landkreis Jüterbog-Luckenwalde | von Solmsches Justizamt                |
| Groß Ziescht        | Landkreis Jüterbog-Luckenwalde | von Solmsches Justizamt                |
| Klein Ziescht       | Landkreis Jüterbog-Luckenwalde | von Solmsches Justizamt                |
| Wahlsdorf           | Landkreis Jüterbog-Luckenwalde | von Solmsches Justizamt                |
| Zesch               | Landkreis Jüterbog-Luckenwalde | von Solmsches Justizamt                |
| Dammsdorf           | Landkreis Jüterbog-Luckenwalde | Patrimonialgericht                     |
| Petkus              | Landkreis Jüterbog-Luckenwalde | Patrimonialgericht                     |
| Kaltenhausen        | Landkreis Jüterbog-Luckenwalde | Patrimonialgericht                     |

## Gerichtsdeputation Dahme
Der Gerichtsdeputation Dahme waren folgende Gemeinden zugeordnet:
| Ort                     | Landkreis                      | früheres Gericht             |
| ----------------------- | ------------------------------ | ---------------------------- |
| Dahme                   | Landkreis Jüterbog-Luckenwalde | Land- und Stadtgericht Dahme |
| Bollensdorf             | Landkreis Jüterbog-Luckenwalde | Patrimonialgericht           |
| Gebersdorf              | Landkreis Jüterbog-Luckenwalde | Patrimonialgericht           |
| Glienig                 | Landkreis Jüterbog-Luckenwalde | Patrimonialgericht           |
| Görsdorf                | Landkreis Jüterbog-Luckenwalde | Patrimonialgericht           |
| Liepe                   | Landkreis Jüterbog-Luckenwalde | Patrimonialgericht           |
| Mehlsdorf               | Landkreis Jüterbog-Luckenwalde | Patrimonialgericht           |
| Liebsdorf               | Landkreis Jüterbog-Luckenwalde | Land- und Stadtgericht Dahme |
| Ihlow                   | Landkreis Jüterbog-Luckenwalde | Patrimonialgericht           |
| IlLmersdorf             | Landkreis Jüterbog-Luckenwalde | Patrimonialgericht           |
| Niendorf                | Landkreis Jüterbog-Luckenwalde | Patrimonialgericht           |
| Amts-Jurisdiktion Dahme | Landkreis Jüterbog-Luckenwalde | Patrimonialgericht           |
| Prensdorf               | Landkreis Jüterbog-Luckenwalde | Patrimonialgericht           |
| Rietdorf                | Landkreis Jüterbog-Luckenwalde | Patrimonialgericht           |
| Rosenthal               | Landkreis Jüterbog-Luckenwalde | Patrimonialgericht           |
| Schwebendorf            | Landkreis Jüterbog-Luckenwalde | Patrimonialgericht           |
| Zagelsdorf              | Landkreis Jüterbog-Luckenwalde | Patrimonialgericht           |
| Wildau                  | Landkreis Jüterbog-Luckenwalde | Patrimonialgericht           |
| Vorwerk Sieb            | Landkreis Jüterbog-Luckenwalde | Patrimonialgericht           |

## Gerichtsdeputation Luckenwalde
Der Gerichtsdeputation Luckenwalde hwaren folgende Gemeinden zugeordnet:
| Ort                | Landkreis                      | früheres Gericht                   |
| ------------------ | ------------------------------ | ---------------------------------- |
| Luckenwalde        | Landkreis Jüterbog-Luckenwalde | Land- und Stadtgericht Luckenwalde |
| Luckenwalder Mühle | Landkreis Jüterbog-Luckenwalde | Land- und Stadtgericht Luckenwalde |
| Schönweide         | Landkreis Jüterbog-Luckenwalde | Land- und Stadtgericht Zossen      |

## Gerichtsdeputation Treuenbrietzen
Der Gerichtsdeputation Treuenbrietzen waren folgende Gemeinden zugeordnet:
| Ort            | Landkreis                      | früheres Gericht                   |
| -------------- | ------------------------------ | ---------------------------------- |
| Treuenbrietzen | Landkreis Zauch-Belzig         | Stadtgericht Treuenbrietzen        |
| Frohnsdorf     | Landkreis Zauch-Belzig         | Stadtgericht Treuenbrietzen        |
| Niebel         | Landkreis Zauch-Belzig         | Land- und Stadtgericht Beelitz     |
| Niebelhorst    | Landkreis Zauch-Belzig         | Land- und Stadtgericht Beelitz     |
| Brachwitz      | Landkreis Zauch-Belzig         | Land- und Stadtgericht Beelitz     |
| Schlalach      | Landkreis Zauch-Belzig         | Land- und Stadtgericht Beelitz     |
| Nichel         | Landkreis Zauch-Belzig         | Land- und Stadtgericht Beelitz     |
| Rietz          | Landkreis Zauch-Belzig         | Patrimonialgericht                 |
| Lüdendorf      | Landkreis Zauch-Belzig         | Patrimonialgericht                 |
| Bardenitz      | Landkreis Jüterbog-Luckenwalde | Land- und Stadtgericht Luckenwalde |
| Pechüle        | Landkreis Jüterbog-Luckenwalde | Land- und Stadtgericht Luckenwalde |
| Clausdorf      | Landkreis Jüterbog-Luckenwalde | Land- und Stadtgericht Luckenwalde |

## Richter
- Franz Gesenius (Kreisrichter von 1854 bis 1860)